# Comitato Olimpico Paraguaiano
Il Comitato Olimpico Paraguaiano (noto anche come Comité Olímpico Paraguayo in spagnolo) è un'organizzazione sportiva paraguaiana, nata nel 1970 a Asunción, Paraguay.
Rappresenta questa nazione presso il Comitato Olimpico Internazionale (CIO) dal 1970 e ha lo scopo di curare l'organizzazione e il potenziamento dello sport in Paraguay e, in particolare, la preparazione degli atleti paraguaiani, per consentire loro la partecipazione ai Giochi olimpici. L'associazione è, inoltre, membro dell'Organizzazione Sportiva Panamericana.
L'attuale presidente dell'organizzazione è Ramon Zubizarreta, mentre la carica di segretario generale è occupata da Roberto Escobar.